# Unendlicher Spaß
Unendlicher Spaß (englischer Originaltitel: Infinite Jest) ist ein 1996 veröffentlichter Roman des US-amerikanischen Schriftstellers David Foster Wallace. 

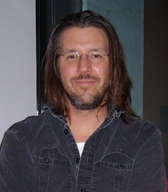
David Foster Wallace (2006)

 Die deutsche Übersetzung von Ulrich Blumenbach erschien im Jahr 2009.
Der Roman verwebt Handlungsstränge an einer Tennisakademie, in einem Drogenentzugsheim und aus dem Geheimdienstmilieu zu einer komplexen Erzählstruktur mit zahlreichen Haupt- und Nebenfiguren und deren Umgang mit Sucht und Abhängigkeiten. Die Handlung wird verbunden und vorangetrieben von der Suche nach dem Film Unendlicher Spaß, der seine Zuschauer derart fesselt, dass sie – mit lebensgefährdenden Folgen – zu keinen anderen Gedanken und Handlungen mehr fähig sind. Der Titel nimmt Bezug auf Shakespeares Hamlet.
Unendlicher Spaß gilt als ein zentrales Werk der US-amerikanischen Literatur der 1990er Jahre und wurde von Time zu den 100 besten englischsprachigen Romanen gezählt.

## Inhalt
David Wallaces Roman besteht aus mehreren personell locker miteinander verbundenen Haupt- und Nebenhandlungen, die in einer – zum Zeitpunkt der Erstveröffentlichung 1996 – nahen Zukunft im nordamerikanischen Staatenbund O.N.A.N. spielen und sich thematisch auf den im Titel angedeuteten Hedonismus der nordamerikanischen Gesellschaft mit den Folgen der Abhängigkeit und des Freiheitsverlusts der Menschen beziehen.

### O.N.A.N.
Ausgangspunkt dieser Entwicklung ist die Wahl des Schlagersängers Johnny Gentle zum US-Präsidenten. Seine Versprechen, sich um die Müllprobleme des Landes zu kümmern, die Steuern nicht zu erhöhen, die Sündenböcke „jenseits der Grenzen unserer Gemeinschaft“ zu suchen und die Entscheidungen für alle zu treffen, so dass die Menschen sich zurücklehnen und „die Show […] genießen“ können, haben ihm zum Sieg verholfen. Eine seiner ersten Aktionen am „Tag der Interdependenz“ (8. November 2001) war der Zusammenschluss der Vereinigten Staaten mit Kanada und Mexiko zum Staatenbund O.N.A.N., der „Organisation Nordamerikanischer Nationen“, und in diesem Zusammenhang die sogenannte „Territoriale Rekonfiguration“ im Rahmen des „Experialismus“. D. h., die US-Gebiete nördlich Bostons wurden an Kanada abgegeben und nach der Umsiedlung der Bevölkerung als Mülldeponie „Great Concavity“ benutzt. Dabei wird der Giftmüll von großen Katapulten aus mit „Müllentsorgungsprojektilen“ ins Zielgebiet geschossen. Auch ihre verschmutzte Luft blasen die USA mit riesigen Ventilatoren in diese nun unbewohnbare Zone. Energieprobleme wiederum sind durch Erfindung der „Annularen Fusion“ behoben worden, zu deren Nebenwirkung allerdings hypertrophes Wachstum von Pflanzen und Tieren gehört. Um die Staatseinnahmen zu erhöhen, verkauft die Regierung an zahlungskräftige Firmen das Recht, jeweils ein ganzes Jahr nach ihren Produkten zu benennen, was eine eigene Zeitrechnung ergibt: die „Sponsorenzeit“ (SZ).
Die Haupthandlung spielt überwiegend im US-amerikanischen Boston im „Jahr der Inkontinenz-Unterwäsche“, im 8. Jahr der SZ. Das entspricht dem Jahr 2009 der alten Zeitrechnung.

### A.F.R.
Die Dominanz der USA und die Kanada übertragene Sondermüllzone erwecken der Widerstand Québecer Separatisten. Eine Abspaltung dieser Bewegung sind die „Rollstuhl-Attentäter“, die „Assassins des Fauteuils Rollents“ (A.F.R.). Sie lehnen nicht nur die O.N.A.N. ab, sondern auch die Ideologie der amerikanischen Gesellschaft, die im Gegensatz zu den alten an den europäischen Traditionen orientierten Werten (Ehre, Disziplin, Loyalität einer größeren Einheit gegenüber) „weder eine Mannschaft noch ein Code, sondern eine Art saloppe Kreuzung aus Wünschen und Ängsten [ist], und der einzige öffentliche Konsensus […] besteht im anerkannten Vorrang direkten Strebens nach der oberflächlichen und kurzsichtigen Vorstellung persönlichen Glücks“. Die fundamentalistischen Fanatiker der v. a. im ländlich-konservativen Québec lokalisierten A.F.R. beharren rigide auf Prinzipien, die „der individuellen Lust, dem Wohlergehen, cui bono, oder der Unterhaltung der Sektenmitglieder so aktiv entgegenstehen, dass sie von den avanciertesten Wissenschaften ebenso wenig mehr erfasst werden können wie vom rudimentären gesunden Menschenverstand.“
In einer langen Diskussion mit dem B.S.S.-Geheimdienstagenten (Bureau des Sevices sans Spécificité) Hugh Steeply, die in Parallelführung die Haupthandlung begleitet, bezeichnet der Rollstuhl-Aktivist Remy Marathe das von Steeply gepriesene individuelle Persönlichkeitsmodell der USA mit Wahlmöglichkeiten als Theorie. Das System nutze nur den Stärkeren, die ihre Lüste auf Kosten der Schwächeren durchsetzen, und die USA ihre Interessen gegenüber Kanada, wie die Müll-Konvergenzzone beweise. Die zwanghaft konsumierten Spaßfilme würden zeigen, dass es keine echte Willens- und Wahlfreiheit gebe, sondern nur die Abhängigkeit. Als Beispiel nennt er den „schleichenden Versklavungsprozess“ in Boston. Die Versuche des Geheimdienstes, die „Disseminierung“ des Films zu verhindern, beweise seine Befürchtung, dass „so viele USA-ler […] keine aufgeklärte Wahl treffen“ können. Die liberal-hedonistische Gesellschaft neige zur Selbstzerstörung und bringe ebenso selbstzerstörerische Gegentendenzen hervor, und an diesem Schwachpunkt wollen die A.F.R. die US-Gesellschaft treffen, indem sie als ultimative Waffe „die Unterhaltung“, d. h. den tödlichen, weil unwiderstehlichen Film „Unendlicher Spaß“, das letzte Werk des Regisseurs James O. Incandenza, verbreiten. Betrachter dieses Films werden augenblicklich süchtig danach, wollen nichts anderes mehr als ihn immer wieder sehen, vergessen Essen, Trinken und Schlaf und sind – so sie noch lebend gefunden werden – unwiderruflich in den Geisteszustand eines Kleinkinds versetzt. Einzelne aufgetauchte Kopien des Films haben für die Zuschauer tödlichen Folgen. Die A.F.R. suchen, teils mit Foltermethoden, das Masterband, um den Film ins Fernsehnetz einzuspeisen und das Land mit Kopien zu überschwemmen. Als Gegenmaßnahme sucht der US-Geheimdienst ebenfalls nach der Masterkassette, um die Verbreitung des Films zu verhindern. Ob es diesen alle Betrachter in seinen Bann ziehenden Incandenza-Vergnügungssucht-Film überhaupt gibt und wie der Kampf ausgeht, bleibt im Roman offen. Auch über den eigentliche Inhalt des Films gibt es nur Gerüchte.
Die Geheimdienst-Agenten und die Terroristen versuchen durch Recherchen bei der Familie des Regisseurs und bei seiner Schauspielerin Joelle die Masterkassette zu finden und so verbinden sich ihre Aktivitäten mit den Handlungssträngen der E.T.A., der Incandenza-Familie und des Ennet-Hauses.

### E.T.A.
Der zentrale Handlungsort des Romans ist die elitäre „Enfield Tennis Academy“ (E.T.A.), ein Internat auf einem Hügel nahe der fiktiven Stadt Enfield bei Boston, bestehend aus mehreren Gebäuden und Tennisanlagen, unterirdisch verbunden durch ein System aus Gängen und Räumen. Hier werden Jugendliche zu künftigen Tennisprofis gedrillt. Durch laufend neu errechnete Ranglisten stehen sie unter ständigem Erfolgsdruck und viele Schüler konsumieren verbotene Substanzen. Einer der besten Spieler ist der introvertierte, aber sprachlich hochbegabte 17-jährige Harold (Hal) Incandenza, eine der beiden Hauptfiguren des Romans. Er ist der jüngste Sohn des Erfinders, Filmregisseurs und E.T.A-Gründers James O. Incandenza. Nach dessen Suizid leitet seine Witwe Avril gemeinsam mit ihrem Adoptivbruder Charles Tavis die Academy. Auch Avrils zweiter Sohn Mario, körperlich schwer beeinträchtigt, wohnt in der E.T.A. und filmt die Aktivitäten der Spieler, während Orin, der älteste der drei Brüder, als Football-Profi in Arizona lebt und den Kontakt zu den Eltern abgebrochen hat.
Gerhardt Schtitt, sportlicher Leiter der E.T.A., hat mit James Incandenza das pädagogische Konzept der Akademie entwickelt. Der Zweikampf gelte, wie er Mario erklärt, nicht dem Gegner, sondern sich selbst, um die eigenen Grenzen zu erfahren und zu durchbrechen, sich zu transzendieren. Das Spiel sei „tragisch, traurig, chaotisch und herrlich. So ist das ganze Leben für Bürger der Condition humaine: Die treibenden Grenzen liegen im Inneren und müssen wieder und wieder getötet und betrauert werden“. Die Schüler sollten beim Spiel die ganze Umgebung vergessen. Man versuche, „den Besten, das Gefühl einzuschärfen, dass es nie darum gehe[-], gesehen zu werden.“ Die E.T.A.-Leitung wolle die zukünftigen Tennisprofis vor den Medien schützen und damit vor dem Einfluss der Öffentlichkeit auf ihre Persönlichkeitsentwicklung, um sie vor Erfolg- und Misserfolgserlebnissen zu stabilisieren. So würden sie nicht zu Sklaven der Unterhaltungswelt und könnten ihre Autonomie bewahren. Mit dem Druck der Akademie sollen die Jugendlichen „feuergefestigt“ werden, um dem späteren Siegesdruck standzuhalten.
Doch die Realität des Trainingsdrills, der auf Perfektionierung und Automatisierung der Bewegungsabläufe zielt, und der ständige Erfolgsdruck durch laufend aktualisierte Ranglisten führt bei vielen Jugendliche zu Frustration und, trotz strengem Verbot, zum Drogenkonsum. Der Schüler Mike Pemulis organisiert den Handel und manipuliert die Urinproben der Spieler. Nur wenige erreichen das Ziel künftiger erfolgreicher Tennisprofis in großen nationalen Turnieren. Zu den Opfern gehören auch die beiden Incandenza-Söhne, v. a. der zunehmend an Angstzuständen und Panikattacken leidende schüchterne Hal: „[I]ch hab diese […] Angst, sieben oder acht Jahre lang seh ich Tag für Tag Elend, Tag für Tag erstrecken sich vor einem Müdigkeit, Stress und Leiden, und wofür das alles, für die Chance auf eine […] Profikarriere, da krieg ich doch Angst, weil ich mir sage, eine Karriere in der Show läuft auf noch mehr Leiden hinaus, wenn ich skeletttechnisch schon unter einer solchen Belastung stehe von den ganzen Strapazen hier, bevor ich da überhaupt hinkomme.“ Der Konkurrenzkampf unter den Tennis-Schülern verhindert ein echtes Gemeinschaftsgefühl und führt zu „existentieller Individualität“, Einsamkeit und bei Hal am Ende seiner Entwicklung (erstes Kapitel) zu Depressionen und zum physisch-psychischen Zusammenbruch.

### Ennet-House
Die Gegenwelt der Academy, der zweite Hauptschauplatz des Romans, liegt am Fuße des Hügels: das Rehabilitationsheim für Drogengefährdete „Ennet House Drug and Alcohol Recovery House“. Es ist umgeben von einer vermüllten Gegend mit Bettlern, Taschendieben und Drogenabhängigen vor den Luxusgeschäften. Das Ennet-Haus nimmt nur ehemalige Suchtkranke nach ihrem Entzug auf. Auf das Einhalten strikter Verhaltensregeln achtet der Betreuer Donald (Don) Gately, neben Hal der zweite Protagonist. Eine wesentliche Aufgabe besteht darin, seine Schützlinge zur Stabilisierung zu täglichen Treffen der Anonymen Alkoholiker zu begleiten, wo sie die vielen Drogengeschichten der Teilnehmer anhören, an ihnen ihre eigene Leidenszeit erkennen und in der Gemeinschaft ihre Kraft für den Widerstand gegen einen Rückfall aufladen. Gately war von Kindheit an drogenabhängig und wurde kriminell, um seine Sucht zu finanzieren. Er hat mit Hilfe der Anonymen Alkoholiker den Entzug geschafft und tut alles, um die ihm anvertrauten Heimbewohner vor der Außenwelt zu schützen und setzt sogar sein Leben für sie ein. Aus eigener Erfahrung weiß er, dass die Rückfallgefahr sehr groß ist, dass es keine eigentliche Heilung von der Sucht gibt und dass das Überleben einen täglichen Abwehrkampf gegen das Verlangen nach Drogen erfordert.

### „Unterhaltung“
Die verschiedenen Handlungsstränge haben ihren Ausgang bei Dr. James Orin Incandenza Jr.: in seiner Jugend Tennisspieler, lebenslanger Alkoholiker, Wissenschaftler auf dem Gebiet der optischen Physik, Erfinder von neutronenstreuenden Reflektoren für thermostrategische Waffensysteme und Entdeckungen, die „die kalte Annularfusion“ und die nahezu autarke Energieversorgung der USA und ihrer Verbündeten ermöglichten, Gründer der E.T.A., Filmregisseur, Suizid mit 54 Jahren im 3. Jahr der SZ., dem Jahr der Dove-Probepackung, indem er seinen Kopf in einem Mikrowellengerät verkohlt. Als Übervater („Er selbst“, der „verrückte Storch“) lebt er im Gedächtnis seiner Söhne und der Protagonistin seiner späten Film-Produktionen Joelle. Hal schaut sich immer wieder die Filme Incandenzas an, analysiert sie und exhumiert vermutlich in der Phase seiner zunehmenden Depression, während des im Roman ausgeblendeten „Jahres des Glad-Müllsacks“ (9. Jahr der SZ), zusammen mit Gately den Schädel seines Vaters.
Joelle van Dynes Entwicklung führt sie nach einem Suizid-Versuch und dem Drogen-Entzug ins Ennet-Haus, wo sie sich mit Gately befreundet: Als Cheerleader-Tambourstabschwingerin zu schön, um von den Kommilitonen umworben zu werden, ist sie für Orin das schönste Mädchen aller Zeiten, (S.C.H.M.A.Z.), wegen ihr wechselt er vom Tennis zum Football, durch seine Vermittlung wird sie Incandenzas kongeniale Filmschauspielerin und, ohne körperliche Beziehung, die „optische Geliebte“ ihres „wahren Herzensfreund[es]“. Orin trennt sich aus Eifersucht von ihr, kann aber keine Liebesbeziehung mehr aufbauen, vereinsamt und wechselt ständig die „Subjekte“ genannten Partnerinnen.
Wie der Regisseur sieht Joelle keinen Sinn im Vergnügungsbetrieb, der in Incandenzas Filmen parodiert wird. Einen letzten kleinen Auftritt hat sie im Filmprojekt „Unterhaltung“, nach dessen Masterpatrone die rivalisierenden Agenten suchen. Nach dem Tod des Regisseurs trauert sie um ihn, wird zunehmend drogenabhängig und tritt in nächtlichen Radiosendungen als „Madame Psychosis“ auf. Sie bedeckt ihr Gesicht mit einem Leinenschleier und tritt der 1940 in London gegründeten „Liga der Absolut Rüde Verunstalteten und Entstellten“ (L.A.R.V.E.) bei. Gerüchten zufolge ist ihre Wange durch eine Säure verätzt. Sie selbst äußert sich dazu nicht und begründet den Schleier mit ihrer psychischen Situation: „Ich bin vor Schönheit entstellt“. Daraus entsteht ein weiteres Problem. Sie schäme sich „der Tatsache, dass [sie sich] vor den Blicken verstecken [möchte]“, sie schäme sich ihres „unkontrollierbaren Verlangens nach Schatten. Die erste Stufe bei der L.A.R.V.E. [sei] das Eingeständnis der Machtlosigkeit angesichts des Bedürfnisses, sich zu verstecken“.

## Figuren
Zu Beginn des Romans steht Hal Incandenza im Mittelpunkt. Er ist zweitbester Tennisspieler der E.T.A., schreibt hervorragende Aufsätze, kann den Oxford English Dictionary auswendig und raucht heimlich Marihuana in den Gängen unter dem Internat. Im Laufe der Handlung zieht sich Hal immer mehr in sich selbst zurück, leidet unter Antriebslosigkeit und beginnenden Depressionen und verliert zunehmend seine Fähigkeit zu kommunizieren. Am Ende dieser Entwicklung – beschrieben im ersten Kapitel – stehen der körperliche und psychische Zusammenbruch Hals und seine Einlieferung in ein Krankenhaus.
Don Gately ist neben Hal Incandenza die zweite Hauptfigur des Romans. Gately ist angestellt im Ennet House. Seine Vergangenheit ist von Drogenmissbrauch einschließlich der legalen Droge Alkohol geprägt. Sein prägnantestes Charaktermerkmal ist seine schier grenzenlose Gutmütigkeit.
Auch das Ende des Romans spielt in einem Krankenhaus: Hier liegt der bei einer Schießerei lebensgefährlich verletzte Don Gately. Obwohl er große Schmerzen leidet, lehnt er Medikamente ab, um einen Rückfall in seine frühere Drogenabhängigkeit zu verhindern.
Im Laufe der beschriebenen Handlung haben Hal und Gately zwar keinen Kontakt, es gibt aber Hinweise (durch Hal im ersten und durch Gately im letzten Kapitel), dass die beiden gemeinsam, außerhalb der beschriebenen Handlung, versuchen, ein Mittel gegen die Wirkung des Films zu finden. Um diese beiden Protagonisten ist ein dichtes Netz gesponnen aus zahlreichen, teils sehr detailreich geschilderten Nebenfiguren, die auch untereinander in Beziehung stehen:
Rund um die E.T.A. und die Incandenza-Familie:
- James O. Incandenza. Alkoholkranker Gründer der E.T.A., Filmregisseur und Erfinder auf dem Gebiet der Optik. Als Kind litt er unter einem tyrannischen Vater und einer passiven Mutter. Seine experimentellen Filme veröffentlicht er in seiner Produktionsfirma „Poor Yorick Entertainment“. Während der Fertigstellung seiner vermutlich fünften Version von Unendlicher Spaß steckt er seinen Kopf in eine umgebaute Mikrowelle und begeht Selbstmord. Als Geist nimmt er später mit einigen der Figuren Kontakt auf.
- Avril Incandenza. Die als sehr attraktiv beschriebene Dekanin der E.T.A stammt aus Québec und war dem verstorbenen James O. Incandenza offenbar immer wieder untreu. Ihr Verhältnis zu ihrem Halbbruder Charles Tavis ist unklar. Von den drei Incandenza-Brüdern wird ihre dominante Mutter nur „die Moms“ genannt. Sie erträgt keine geschlossenen Türen, keine Unsauberkeit und keine unkorrekte Grammatik.
- Mario Incandenza. Der mittlere der Incandenza-Brüder hat einen übergroßen Kopf und zu kleine Gliedmaßen, er kann nur mit Hilfe einer stützenden Metallstange aufrecht stehen. Mario war Assistent bei den Filmprojekten seines Vaters und dreht nun selbst Filme, mit Hilfe einer speziell für ihn gefertigten Helmkamera. Er sagt stets die Wahrheit und hat großes Einfühlungsvermögen.
- Orin Incandenza. Der älteste der Brüder war als Tennisspieler mäßig erfolgreich, aber das Beherrschen eines perfekten Weitschusses hat ihm eine Karriere im Football eröffnet. Orin ist besessen vom Erobern stets neuer Frauen. Eine längere Beziehung hatte er nur mit Joelle van Dyne. Möglicherweise ist er der anonyme Versender des Films.
- Charles Tavis. Nach dem Tod ihres Mannes holt ihn Avril als neuen Leiter an die Spitze der E.T.A. Er ist Hals und Orins Onkel, möglicherweise Marios Vater.
- Michael Pemulis. Hals bester Freund an der Akademie, ein Mathe-Genie und Drogendealer. Er ist Meister des Eschaton, eines computerunterstützten Strategiespiels, bei dem die Schüler einen Atomkrieg simulieren.
- John Wayne. Er ist der beste Spieler der Tennisakademie. Auch er stammt aus Québec und hat ein Verhältnis mit Avril.
- Ortho Stice. Ebenfalls ein sehr guter Tennisschüler und ein Freund Hals. Ihm erscheint der Geist des E.T.A.-Gründers.
- Lyle. Er ist eine Art Guru und Lebensberater, der im Fitnessraum der Academy lebt und sich buchstäblich vom Schweiß der Schüler ernährt.

Rund um Ennet House und die Drogenszene:
- Joelle van Dyne. Nach einer Überdosis zieht sie im Heim ein und fühlt sich Don Gately verbunden. Sie war als „Madame Psychosis“ Radiomoderatorin und trägt als Mitglied der L.A.R.V.E., der „Liga der Absolut Rüde Verunstalteten und Entstellten“, stets einen Gesichtsschleier. Es bleibt unklar, ob sie tatsächlich durch Säure verunstaltet ist oder so schön, dass sie ihr Gesicht verbirgt, um nicht auf ihr Äußeres reduziert zu werden. Joelle ist die mutmaßliche Hauptdarstellerin von Unendlicher Spaß, sie kennt den Inhalt des Films allerdings nicht.
- Kate Gompert. Die Insassin steht wegen Suizidgefahr unter Dauerbeobachtung. Sie leidet an einer klinischen Depression, ihr Schmerz wird im Roman eindrücklich beschrieben.
- Randy Lenz. Der Bewohner hat Zwangsstörungen, kann zum Beispiel auf keine Uhr sehen und versucht, stets „nördlich“ zu gehen. Um ein Gefühl der Machtlosigkeit zu überwinden, quält und tötet er auf nächtlichen Streifzügen Ratten, Katzen und Hunde. Als er den Hund einer frankokanadischen Gruppe tötet, löst das einen Ausbruch der Gewalt aus, bei dem Gately angeschossen wird.

Rund um die Separatisten und den US-Geheimdienst:
- Hugh Steeply. Der US-Geheimagent gibt sich, als Frau verkleidet, als Reporterin eines Magazins aus, um von Orin und Hal zu erfahren, wo das Masterband des Films ist.
- Rodney Tine, Chef des U.S.B.U.D., des „US-Büros für Unspezifizierte Dienste“, einer Art Super-Geheimdienstes. Er ist einflussreicher Berater der Präsidenten.
- Johnny Gentle, Präsident der USA und der O.N.A.N. Der ehemalige Schlagersänger, ein Sauberkeitsfanatiker mit Waschzwang. Wahlversprechen seiner S.U.S.A.P. („Saubere USA-Partei“) waren die Beseitigung der Umweltverschmutzung aus den USA (daher die Gebietsabtretung an Kanada) und keine Steuererhöhungen (daher die „Sponsorenzeit“).
- Remy Marathe, ein im Rollstuhl sitzendes Mitglied der A.F.R., der ebenfalls den Film sucht und vor Folter und Mord nicht zurückschreckt. Marathe ist als Doppelagent auch für den US-Geheimdienst tätig – eigentlich als „Quadrupelagent“, weil die A.F.R. um seinen Verrat wissen, aber gleichzeitig das U.S.B.U.D. weiß, dass die A.F.R. dies wissen.

## Form

### Aufbau
Die Struktur des Romans zeigt Sprünge in Handlungssträngen, Handlungsorten, im chronologischen Ablauf und in den Erzählperspektiven. Zusätzlich führen mehrere hundert, teils seitenlange Endnoten immer wieder außerhalb des Haupttextes. Die 28 Kapitel sind jeweils mit einem schattierten Kreissymbol gekennzeichnet und mit einer Datums-, manchmal auch Ortsangabe versehen. Innerhalb mancher Kapitel sind zusätzlich einzelne Abschnitte mit Datumsangaben gekennzeichnet.
Laut Stephen J. Burn steht hinter verwirrenden Erzählsträngen und zerstreuter Chronologie eine methodisch ausgearbeitete Struktur des Textes. Die Protagonisten spiegeln einander demnach systematisch, in den zwar nicht chronologisch geordneten, aber durch Datumsangaben zuordenbaren Zeitabschnitten: Zum Beispiel seien jene Tage in Hals Biografie, die auf zunehmende Drogenabhängigkeit und immer schlechteren psychischen Zustand hinweisen, gleichzeitig jene Tage, an denen Gately von seiner Sucht loskommt und zum starken Charakter wird. Nebenhandlungen wiederum könnten, miteinander kombiniert, Stück für Stück die verschlungenen Wege des Films erklären.
Marshall Boswell bezeichnet die Struktur des Romans als „zirkulär“: Die zeitlichen Ebenen gehen chronologisch einmal nach vorne, dann wieder nach hinten. Das letzte Kapitel, das zeitlich vor dem ersten liegt und sich ganz in den Gedanken Gatelys abspielt, ohne Lösung der Konflikte und offenen Fragen der Handlung, sei eine Antiklimax. Die Hunderte von Fußnoten, die ein dauerndes Hin- und Herspringen im Buch erfordern, seien ein metafiktionales Werkzeug, mit dem Wallace deutlich mache, dass die Welt im Text nur eine vermittelte Welt sei. Der Roman sei – Boswell zitiert Wallace – bewusst schwierig, um sich das Vergnügen daran erarbeiten zu müssen.
Laut Greg Carlisle ist der Roman wie ein Sierpinski-Dreieck gebaut, mit Hauptsträngen, die sich immerfort weiter in kleinere Einheiten/Nebenstränge teilen lassen. Carlisle unterscheidet sechs Abschnitte im Roman, mit stetig länger werdenden Kapiteln. Dabei beruft er sich auf eine Aussage des Autors in einem Radio-Interview.
1. Kapitel 1–15, 179 Seiten (englische Ausgabe). Hier werden in schnellen Passagen immer neue Handlungsstränge, Personen, Orte und Motive eingeführt. Ob und wie sie zusammenhängen, bleibt unklar.
2. Kapitel 16–21, 141 Seiten. Die Personen werden näher charakterisiert. Mögliche Verbindungen zwischen den Handlungssträngen zeichnen sich ab.
3. Kapitel 22–24, 169 Seiten. Die Zusammenhänge zwischen Personen und Handlungssträngen werden deutlich.
4. Kapitel 25–26, 131 Seiten. Die dramaturgische Spannung steigt und läuft auf mögliche Höhepunkte zu.
5. Kapitel 27, 189 Seiten. Einzelereignisse werden beschrieben, es gibt aber keine Weiterentwicklung der Handlung.
6. Kapitel 28, 173 Seiten. Mögliche Erklärungen für die bisherige Handlung werden geboten. Wesentliche Fragen (Was passiert mit Hal? Überlebt Gately? Was ist mit dem Film?) bleiben aber offen oder sind mehrdeutig beantwortbar. Die Spannung wird nicht gelöst.[25]

David Hering schreibt von einer „gebrochenen Form“ und einem „fragmentierten Ordnungsprinzip“ in der Erzählstruktur, bei der die Erwartungshaltung für das Erkennen von Zusammenhängen systematisch enttäuscht werde. So reiche der Zeitrahmen von den 1960er Jahren bis ins frühe 21. Jahrhundert, werde aber nicht linear erzählt. Auch Hering hebt hervor, dass am Beginn des Romans kurze, bruchstückhafte und scheinbar unzusammenhängende Szenen stehen, auf die im weiteren Verlauf der Handlung zurückgegriffen wird und die mit immer mehr Informationen über Haupt- und Nebenpersonen „angereichert“ werden. So wird manchmal erst nach einigen hundert Seiten klar, wie sich einzelne Handlungsstränge einordnen lassen und welche Auswirkungen Nebenhandlungen aufs Ganze haben. Zusätzlich unterbrechen die Endnoten den Lesefluss immer wieder, sie enthalten zum Teil aber wesentliche Informationen zur Handlung.
James Jason Walsh verweist auf eine dreigeteilte Struktur, die sich durch deutlich unterschiedliche Sprach- und Schreibstile in den Handlungssträngen kennzeichne. Die Teile um die Tennisakademie E.T.A. seien „postmodern, ironisch oder avant-gardistisch“ im Stil, die Teile um das Drogen-Rehabilitationsheim Ennet House charakterisiert er als „linear, realistisch und ehrlich“ und die Abschnitte im Geheimdienst-/Terroristenmilieu würden zwischen realistisch und ironisch wechseln und damit die beiden anderen Teile zu einer gemeinsamen Romanstruktur verbinden.
Stefano Budicin sieht im Aufbau des Romans das Konzept der sog. Stasis, einer Art Stillstand oder Handlungsblockade, die in der Handlung mehrfach thematisiert wird, umfassend verwirklicht. Durch die fehlende Auflösung wesentlicher Fragen am Ende des sehr langen Textes erfahre man ähnliche Gefühle von Frustration und Machtlosigkeit, wie sie die Hauptfiguren im Roman erleiden. Die Suche nach Antworten zwinge beinahe dazu, mit dem Lesen noch einmal von vorne zu beginnen: mit dem ersten Kapitel, das chronologisch das letzte Ereignis des Romans beschreibt.

### Sprache und Stilmittel
Zu den auffälligsten Eigenheiten des Textes gehört der Einsatz der insgesamt 388 Endnoten, die sich in der deutschen Ausgabe über 134 Seiten erstrecken, im englischen Original über 98 Seiten. Einige davon haben erhebliche Länge, wie eine 12 Seiten umfassende Filmografie der Werke James O. Incandenzas, oder verfügen selbst wiederum über Endnoten. Sie enthalten zum Teil nur Zusatzinformationen wie etwa Herstellerangaben zu im Text erwähnten Medikamenten, zum Teil aber wesentliche Bestandteile der Erzählung, wie Informationen über die kanadischen Separatisten oder über Orin, den ältesten der Incandenza-Brüder, mit Verweisen auf Elemente der Haupthandlung, die ohne diese Angaben unverständlich bleiben. Laut Marshall Boswell dienen die Endnoten für den Autor als metafiktionales Werkzeug mit dem Zweck, das Narrativ zu unterbrechen und deutlich zu machen, dass es sich beim Buch um ein Konstrukt handelt, um eine vermittelte Welt. Fuß- und Endnoten verwendet Wallace auch in anderen seiner Texte, das sei „fast so wie eine zweite Stimme im Kopf zu haben“ wird Wallace von D. T. Max zitiert.
Zu den weiteren Auffälligkeiten gehört, dass der Satzbau in einzelnen Abschnitten des Textes ungewöhnlich komplex ist, mit langen, verschachtelten Sätzen oder auch mit falscher Wortstellung in Passagen, in denen Franko-Kanadier Englisch bzw. in der Übersetzung Deutsch benutzen. Die Syntax des Romans gehe an die Grenzen der Lesbarkeit, schreibt Simon de Bourcier, vor allem bei der Beschreibung psychologischer und emotionaler Zustände. Der Satzbau korreliere dabei mit dem Inhalt: lange, komplexe Sätze würden in Zusammenhang mit dem Motiv Abhängigkeit/Sucht verwendet, während einfacher Satzbau auf authentische Gefühle hinweise, etwa in Verbindung mit Genesung von Abhängigkeiten, Nüchternheit, Ernsthaftigkeit und Empathie.
Wallace verwendet zahlreiche medizinische und pharmakologische Fachbegriffe und Fremdwörter, die teilweise bewusst falsch eingesetzt werden. Guido Graf schreibt hierzu, dass der Roman von Menschen bevölkert werde, die Fachvokabular nicht richtig aussprechen können oder falsch verwenden, im Sinne von Malapropismen. Laut Übersetzer Ulrich Blumenbach seien Wortdreher oder Verwechslungen wie „ein Exempel konstatieren“ von Wallace eingesetzt worden, „weil seine Verlierer genau so sprechen mussten.“ Dazu kommt die Verwendung verschiedenster Dialekte und Idiolekte: für Alex Rühle hat jede Figur „ihren eigenen Tonfall, ihr eigenes Vokabular: Afroamerikanische Schimpfkaskaden, Stümmel-Irisch, spitzmündige Harvard-Uppest-Class-Dialoge, breiter Westküstenslang…“
Wallace setzt zahlreiche Abkürzungen und Akronyme (O.N.A.N., L.A.R.V.E., SCH.M.A.Z etc.) ein und schafft im Roman neue Wörter, die bisher in der englischen Sprache nicht vorkamen. In der deutschen Ausgabe werden diese vom Übersetzer Ulrich Blumenbach ebenfalls in Neuschöpfungen („lokomotivischer Lärm“) übertragen. Auch Lautmalerei nutzt Wallace, wie beim Öffnen einer Getränkedose („SPFFT“) oder beim Trinken („GLUCKGLUCKGAAAH“).

## Interpretation

### Zeitrechnung
Die Handlung wird nicht chronologisch erzählt, fast alle Kapitel sind mit Datumsangaben einer alternativen Zeitrechnung betitelt. In dieser „Sponsorenzeit“ zahlen Konzerne für die Benennung eines Jahres zu Werbezwecken – diese werden etwa zum „Jahr des Whoppers“ oder zum „Jahr des Glad-Müllsacks“. Damit verbunden ist auch das Ausstatten der Freiheitsstatue mit überdimensionalen Versionen der beworbenen Produkte. Der Großteil der Handlung spielt im „Jahr der Inkontinenz-Unterwäsche“. Dieses müsste, ableitbar aus Endnoten und aus der Reihe der Jahresbezeichnungen, dem Jahr 2009 entsprechen. Jahre vor Einführung der „Sponsorenzeit“ sind mit dem Zusatz „v.SZ“ versehen.

### Themen und Motive
Wallace entfaltet vor dem Hintergrund der Handlung eine Fülle von in unterschiedlichen Zusammenhängen wiederkehrenden Motiven. So geht es um körperliche und psychische Abhängigkeiten wie die von Drogen bei den Insassen von Ennet House, den Schülern der E.T.A. und den Anonymen Alkoholikern, aber auch um die Sucht nach dauernder Unterhaltung und Ablenkung wie bei der Beschreibung einer dem Hedonismus verfallenen Gesellschaft. Folgen wie Gewalt im Drogenmilieu und bei der Suche nach dem Film werden drastisch dargestellt. Die Schilderung von Depressionen wie bei Kate Gompert und Hal zieht sich durch den Roman, ebenso wie verübter (wie bei James O. Incandenza, Eric Clipperton oder Joelle van Dynes Mutter) oder versuchter (wie bei Joelle van Dyne) Suizid. Alle beschriebenen Familien (Incandenza, Gately, Pemulis, van Dyne) sind dysfunktional, zeigen Merkmale wie Dominanzverhalten (Avril, Hals Großvater, Gatelys Stiefvater), Vernachlässigung (Gately) oder Vergewaltigung (Pemulis). Ausführliche Beschreibungen widmen sich Training und Tennis an der E.T.A. und bei Wettkämpfen, der Weiterentwicklung von Fernsehen und Internet sowie einer alle Lebensbereiche durchdringenden Macht der Werbung (nicht nur die Zeit hat Sponsoren, auch Kleidung, Autos oder die amerikanische Freiheitsstatue).

### Intertextualität
Unendlicher Spaß hat zahlreiche intertextuelle Bezüge zu anderen literarischen Werken. Eine zentrale Rolle spielt laut James Jason Walsh William Shakespeares Hamlet. Schon der Titel des Romans gibt den Bezug vor, ein abgewandeltes Zitat aus der Grabszene in Hamlet Akt V, Szene 1: Hamlet findet den Schädel des verstorbenen Hofnarren Yorick und nennt ihn einen „fellow of infinite jest“. Guido Graf nennt Unendlicher Spaß eine „Hamletmaschine“. So hat die Figurenkonstellation der Familie Incandenza Parallelen zur Familie Hamlets: ein verstorbener Vater (James/König), der als Geist wiederkehrt, eine Mutter (Avril/Gertrude), die den Onkel (C. T./Claudius) an die Stelle des Vaters gesetzt hat, und einen innerlich leidenden, äußerlich handlungsunfähigen Sohn (Hal/Hamlet), der von anderen für verrückt gehalten wird.
Eine an Hamlet erinnernde Grabszene spielt eine zentrale Rolle im Roman, allerdings außerhalb der beschriebenen Handlung. Sowohl Hal – im ersten Kapitel – wie auch Gately – im letzten Kapitel – nehmen darauf Bezug. Die beiden graben einen Schädel aus, der möglicherweise das Masterband des todbringenden Films, möglicherweise ein Gegenmittel dazu enthält. Hal liest gegen Ende der beschriebenen Handlung im Hamlet und macht sich Gedanken dazu, etwa über die Realität des Geistes oder das Thema der Heuchelei. Eine Filmproduktionsfirma von James O. Incandenza trägt den Namen „Poor Yorick Entertainment Unlimited“.
Walsh sieht den Aufbau des Romans mit seiner nicht chronologisch geordneten Handlung als „aus den Fugen geratene Zeit“ (nach der Schlegel-Übersetzung; im englischsprachigen Original: „The time ist out of joint“, Hamlet Akt I, Szene 5). Im Übrigen weist er darauf hin, dass im (um 1600 entstandenen) Stück Hamlet (Akt II, Szene 1) Polonius ein Tennisspiel erwähnt.
Adam Kelly verweist in Zusammenhang mit der zentralen Rolle von David Foster Wallace für die Literaturströmung der New Sincerity mit ihrem Streben nach Darstellung authentischer Gefühle ebenfalls auf Hamlet als einen Schlüsseltext und auf ein Zitat von Polonius, der Laertes Ratschläge zur Lebensführung erteilt: „This above all – to thine own self be true“ (Hamlet Akt I, Szene 3).
Auf einen anderen Text, End Zone von Don DeLillo aus dem Jahr 1972, nimmt das im Roman beschriebene Atomkriegs-Spiel „Eschaton“ Bezug. Wie Graham Foster erläutert, steht dort College-Football statt Tennis im Mittelpunkt, aber auch hier würden einzelne Spieler in einer existentiellen Krise stecken, Nebenfiguren beider Romane würden mit ähnlichen Merkmalen beschrieben. Und sowohl in End Zone als auch in Unendlicher Spaß kommt eine Atomkriegs-Simulation vor. Die Wortwahl bei der Beschreibung der Ausgangslage des Spiels und die verwendeten Akronyme für die gegnerischen Machtblöcke seien ähnlich. Ein weiterer Hinweis auf einen Text von DeLillo ist laut Stephen J. Burn die Erwähnung der „M.I.T. Language Riots“ (dt.: M.I.T.-Sprachausschreitungen), die auch in DeLillos Ratner’s Star von 1976 vorkommen.
Parallelen in der Konstruktion sieht Burn zum Ulysses von James Joyce. Das Verhältnis der beiden Hauptfiguren Hal und Gately entspreche dem von Stephen Dedalus, der wie Hal ein problematisches Verhältnis zu seinem Vater hat, und Leopold Bloom, der wie Gately formal weniger gebildet, aber empathischer, menschlicher ist. In beiden Büchern liege der Schwerpunkt zuerst auf dem jüngeren Hal/Stephen und verschiebe sich dann zum älteren Gately/Bloom. Wallace – selbst ein Schöpfer neuer Worte – nutzt eine bekannte Wortschöpfung aus dem Ulysses: „scrotumtightening/skrotumzusammenziehend“, und er spielt mit dem als Malapropismus verwendeten Ausdruck „telemachry/Telemachrie“ auf das erste Kapitel des Ulysses an, nach dem Gilbert-Schema das sogenannte Telemachos-Kapitel.
In der Figurenkonstellation der Incandenza-Brüder sieht Timothy Jacobs eine Entsprechung zu den Brüdern Karamasow von Fjodor Dostojewski. In beiden Romanen gehe es um einen Vater und drei Söhne: Der älteste der Incandenza-Brüder, Orin, zeige Parallelen zum ältesten, ebenfalls als zügellos beschriebenen der Karamosow-Brüder, Dmitri. Hal entspreche dem intellektuellen Iwan und Mario dem einfachen, freundlichen und sensiblen Aljoscha.
Die überdimensionierte, mehrere Tennisplätze große Landkarte des Eschaton-Spiels und den dabei eskalierenden Streit über das Verhältnis von Karte und Territorium und darüber, ob äußere Einflüsse wie Schneefall auf die Karte das Spiel selbst beeinflussen oder nur dessen optische Darstellung, sieht Burn als Verweis auf den Text Del rigor en la ciencia von Jorge Luis Borges, in dem das Streben nach immer genaueren, größeren Karten in einen letztlich unbrauchbaren 1:1-Maßstab mündet.
Ein anderer Text wird im Roman ausdrücklich erwähnt: Flächenland/Flatland von Edwin A. Abbott, eine Novelle, die in einer zweidimensionalen Welt aus Linien, Dreiecken, Quadraten usw. spielt. An der Tennisakademie sei das ein „unvermeidlicher Roman“, heißt es bei Wallace.
Andrew Hoberek nennt einen weiteren möglichen literarischen Bezug: The Minister’s Black Veil (dt. Des Pfarrers schwarzer Schleier) von Nathaniel Hawthorne. In dieser Kurzgeschichte entscheidet sich ein Pfarrer, sein Gesicht mit einem Schleier zu verhüllen und diesen nicht mehr abzunehmen – so wie Joelle van Dyne in Unendlicher Spaß. Hoberek sieht in der Struktur von Unendlicher Spaß Parallelen zu Moby-Dick von Herman Melville. Ähnlich wie die Seeleute auf dem Walfänger Pequod hätten sich demnach auch die Tennisschüler an der E.T.A. und die Drogenkranken in Ennet House freiwillig in eine Organisation begeben, die ihr gesamtes Leben einem rigiden Regelwerk unterwirft. Auch in der Vielfalt der Textformen in beiden Romanen sieht er Ähnlichkeiten, etwa die – für die Handlung nicht notwendigen – Exkurse in Pharmazeutik bei Wallace und in die Cetologie bei Melville.
D. T. Max weist auf eine – spät im Entstehungsprozess eingefügte – Szene mit Anklängen an George Orwells 1984 hin: Orin wird von Separatisten gefangen gehalten und gefoltert, mit der Umsetzung seines persönlichen Albtraums. Er wird mit Kakerlaken unter ein Glas gesperrt, bis er gebrochen ist und schreit: „Mach es ihr!“ – ähnlich wie Winston Smith in 1984 unter der Ratten-Folter in Raum 101 schreit: „Do it to Julia!“
Auch einen Verweis auf die griechische Mythologie gibt es laut Stephen J. Burn: Die zwölf Arbeiten des Herakles fänden sich in dem Zwölf-Schritte-Programm der Anonymen Alkoholiker wieder, das Gately – selbst von der Statur eines Herakles – erfüllen muss. Herakles ist wie Gately zeitweise unzurechnungsfähig, beide töten unbeabsichtigt einen Menschen und müssen danach eine Serie schwerer Prüfungen bestehen.

## Entstehungs- und Publikationsgeschichte
Erste Notizen von Wallace, die später im Roman verarbeiten wurden – zum Beispiel über eine fiktive kanadische Terrororganisation –, datieren laut D. T. Max von 1986. Burn nennt auch einen zweiseitigen Entwurf mit dem Titel Las Meninas, der in revidierter Form in der „Wardine“-Episode im Roman wieder auftaucht. In einem Bewerbungsantrag für die Künstlerkolonie Yaddo in Saratoga Springs vom September 1986 schrieb Wallace, er arbeite an einem Roman namens Infinite Jest. Im Herbst 1991 begann dann die intensive Beschäftigung mit dem Projekt, während Wallace als Dozent an der Illinois State University lehrte. Im April 1992 schickte er erste 250 Seiten an seine Agentin Bonnie Nadell. Der Verlag Little, Brown and Company kaufte die Rechte am Buch und bezahlte $ 80.000 Vorschuss.
Seine Schwester Amy Wallace war Erstleserin, gegen Bezahlung und über ihr Redigierbüro, dessen einziger Kunde David Foster Wallace war. Mit Don DeLillo stand er 1992 im Briefwechsel, unter anderem zum Thema Eschaton/End Zone (siehe Abschnitt #Intertextualität), auch, um den Vorwurf eines Plagiats zu vermeiden.
Einzelne Passagen erschienen in Literaturzeitschriften. Im Mai 1993 lieferte Wallace weitere 750 Seiten ab, im Juni 1994 gab er das rund 750.000 Worte umfassende Manuskript ab.
Der Verlag verlangte Kürzungen, vor allem bei den Passagen mit Marathe/Steeply und bei Football-Geschichten um Orin Incandenza. Herausgeber Michael Pietsch erwähnt eine Kürzung um insgesamt rund 250 Manuskriptseiten, die Wallace selbst vornahm.
Auch die umfangreichen, in kleinerer Schrift gesetzten Endnoten nutzte Wallace als Möglichkeit, den Haupttext kürzer zu halten. Der Roman trug ursprünglich den Titel Infinite Jest – a failed entertainment, der Untertitel fand aber nach Einspruch des Herausgebers keine Verwendung.
Infinite Jest erschien schließlich am 1. Februar 1996, begleitet von einer Werbe- und Medienkampagne des Verlags, die schon vor der Veröffentlichung „ein Meisterwerk“ und „das größte Literaturereignis des Jahres“ versprach, und einer Lesetour des Autors. Auf einem Teil dieser Tour wurde er begleitet von einem Reporter des Rolling Stone, David Lipsky, für eine Reportage, die 2010 als Buch erschien. Schon vor Ende dieser Lesetour ließ der Verlag sechs Mal nachdrucken, auf insgesamt 45.000 Exemplare. Bis 2006 wurden 150.000 Exemplare von Infinite Jest verkauft. Bis 2016 wurden laut Michael Pietsch weltweit über eine Million Exemplare verkauft.
Die erste Übersetzung von Infinite Jest kam im Jahr 2000, ins Italienische von Edoardo Nesi mit Annalisa Villoresi, unter dem Titel Infinite Jest. Im Jahr 2002 folgte Spanisch, von Javier Calvo und Marcelo Covián, unter dem Titel La broma infinita. 2009 folgte die deutsche Übersetzung von Ulrich Blumenbach, als Unendlicher Spaß. 2014 kam die Übersetzung auf brasilianisches Portugiesisch, von Caetano Galindo unter dem Titel Graça infinita. Auf Französisch heißt der Roman L’Infinie comédie und erschien 2015 in einer Übersetzung von Francis Kerline. Auf Griechisch folgte 2016 eine Übersetzung von Kostas Kaltsas. Eine Übersetzung ins Russische von Sergey Karpov und Alexey Polyarinov erschien 2018.

## Autobiografische Bezüge
Wallace’ Persönlichkeit sei auf jede Seite des Buches gestempelt, schreibt A. O. Scott, so sehr, dass Leben und Werk nicht nur verbunden erscheinen, sondern in einander übergehen würden. In seiner Biografie gibt es zahlreiche Elemente, die in Unendlicher Spaß aufgegriffen werden, zum Teil als Handlungsrahmen (Tennis, Drogen, Krankheit), zum Teil zur Charakterisierung von Haupt- und Nebenfiguren.
So war Wallace in seiner Jugend ein begabter Tennisspieler und im Wettkampfteam seiner Schule, der Urbana High School. In der Middle Illinois Tennis Association kam er bis auf Rang 11 und gab als Teenager Tennisstunden. Seit seiner Jugend litt er unter übermäßigem Schwitzen und Schweißausbrüchen, wie im Roman die Figur Marlon Bain.
Die Macht des Fernsehens war wiederholt Thema für Wallace: 1993, während der Entstehungszeit von Unendlicher Spaß, schrieb er auch den Essay E Unibus Pluram: Fernsehen und Literatur in den USA. Darin wendet er sich gegen die seiner Ansicht nach vorherrschende Ironie in den Medien, welche ernsthafte Auseinandersetzungen mit wichtigen Themen unmöglich mache. Der Text ist eine der Grundlagen für die New Sincerity.
Mathematik, mit der sich im Roman Hals Freund und Dealer Michael Pemulis gern befasst, war eines von Wallace’ Studienfächern am Amherst College. Auch las er gern Wörterbücher, so wie im Roman Hal, der den Oxford English Dictionary auswendig kann.
In seiner Jugend stieß Wallace erstmals auf Marihuana, das er laut D. T. Max ähnlich konsumiert haben soll wie Hal im Roman: allein und den Rauch beim Abluftventilator hinausblasend, um nicht entdeckt zu werden. In den 1980er-Jahren griff Wallace immer stärker zu Alkohol, zunächst als Ersatz für Marihuana, und wurde alkoholabhängig. Ab 1988 hatte er Kontakt zu den Anonymen Alkoholikern, deren Treffen im Roman wiederholt und intensiv beschrieben werden. Wallace selbst gab in Interviews oder Texten über seine eigene Betroffenheit keine Auskunft, sondern behauptete, sein Wissen darüber habe er „von Freunden, die bei den Anonymen Alkoholikern waren“ und von eigenen Besuchen bei frei zugänglichen Treffen der Anonymen Alkoholiker in Boston. Das schrieb er auch in einem kurzen, im Impressum des Romans eingefügten Absatz.
Im November 1989 machte er im McLean Hospital in Belmont einen Entzug durch und kam danach in ein Rehabilitationsheim: Granada House im Brighton Marine Hospital – dem Vorbild für „Ennet House“ im „Enfield Marine Hospital“ im Roman. Die Tagesabläufe, Vorschriften für die Insassen und die regelmäßigen Gruppentreffen werden als sehr ähnlich beschrieben. Auch einzelne Personen dienten als Vorbilder: für Don Gately etwa ein „Big Craig“ genannter Betreuer, ebenfalls von riesiger Statur und mit früherer Drogen- und Einbrecherkarriere.
Seit seiner Jugend war Wallace wegen Depressionen in Behandlung. Erstmals diagnostiziert wurde die Krankheit während seiner Zeit am Amherst College in den frühen 1980er Jahren. Er nahm dauerhaft Medikamente, vor allem Nardil, und unterzog sich mehrfach Elektrokonvulsionstherapien. Wallace litt darunter, dass die Antidepressiva seine Emotionen und sein Schreiben beeinflussten. An mehreren Stellen im Roman werden Depressionserfahrungen eindrücklich beschrieben, ebenso wie Gedanken an Suizid. Mehrere Figuren im Roman begehen Selbstmord. Wallace überlebte im Oktober 1988 einen ersten Suizidversuch, insgesamt soll er mindestens drei Mal versucht haben, sein Leben zu beenden. Am 12. September 2008 beging Wallace im Alter von 46 Jahren in seinem Haus in Claremont (Kalifornien) Selbstmord.

## Rezeption
Zunächst wurde der Roman hauptsächlich in den USA wahrgenommen. Der Autor und Literaturkritiker Steven Moore zum Beispiel nennt Infinite Jest in einer frühen Rezension einen „enzyklopädischen Roman“ mit einer großen stilistischen Bandbreite und sprachlichen Vielfalt. Er sei sowohl ein tragikomisches Epos wie auch eine tiefgehende Studie postmoderner Zustände. Der Schriftsteller Walter Kirn schreibt 1996 in einer Rezension, das Buch sei brillant, mit seinen faszinierenden Verschlingungen und seiner erschreckend genauen Satire von Amerikas Zukunft und sei selbst eine Art Möbiusschleife ohne Ende.
Marshall Boswell stellt den Roman in eine Reihe mit Werken von Thomas Pynchon, William Gaddis und John Barth und schreibt ihm bleibende Bedeutung zu. Das Buch sei, schon durch seinen Umfang, eine Herausforderung. Es sei nicht nur lang und gewollt schwierig, sondern bringe auch Lesevergnügen – es bereite gleichsam selbst „unendlichen Spaß“: „The book itself is an „infinite jest“.“
Adam Kelly weist darauf hin, dass sich eine tiefere Auseinandersetzung mit dem Werk zunächst außerhalb der akademischen Welt etablierte, insbesondere durch Lese- und Diskussionsgruppen im Internet, die sich intensiv über den Text austauschten. Erst mit Verzögerung habe die akademische Rezeption Fuß gefasst, einer der ersten Texte dazu stamme von der Literaturwissenschaftlerin N. Katherine Hayles 1999.
Kelly hebt den Roman auch in Zusammenhang mit Wallaces Bedeutung für die New Sincerity in der amerikanischen Literatur hervor. Die in Wallaces Essay E Unibus Pluram, aufgestellte Forderung nach emotionaler Authentizität in der Literatur sei in Infinite Jest und Wallaces späteren Texten verwirklicht. 2003 erschien die erste Monografie über den Roman, verfasst vom Literaturwissenschafter Stephen J. Burn.
Nach Wallaces Tod wurde sein literarischer Nachlass dem Harry Ransom Center der University of Texas at Austin zur wissenschaftlichen Forschung zur Verfügung gestellt, hier sind auch Manuskripte von Infinite Jest gelagert.
Der Autor und Herausgeber Chad Harbach bewertet Infinite Jest 2004, acht Jahre nach seinem Erscheinen, als zentralen amerikanischen Roman der letzten 30 Jahre.
Kurz nach Wallaces Tod 2008 schreibt A.O. Scott, Wallace habe Ängste und Bewusstsein seiner Generation veranschaulicht und ausgedrückt. Infinite Jest sei ein Meisterwerk und gleichzeitig ein Monster, dessen Umfang und Komplexität es zugleich abschreckend und „esoterisch“ machten: „(Wallace) exemplified and articulated the defining anxieties and attitudes of his generation… “Infinite Jest” is a masterpiece that’s also a monster…Its size and complexity make it forbidding and esoteric.“
In der Süddeutschen Zeitung schreibt Axel Rühe 2010: „Infinite Jest war mit den Mitteln des postmodernen Erzählens ein Generalangriff auf die läppische postmoderne Ironie, den hochglanzverspiegelten Nihilismus, Wallace ging es tatsächlich ums ‚echte Menschsein‘. Er wollte die total medialisierte Welt abbilden, ohne aber dünnsuppige Popaffirmation zu servieren.“ Der Literaturkritiker Richard Kämmerlings nennt das Buch einen „Jahrhundertroman“: „‚Infinite Jest‘ ist für den Beginn des einundzwanzigsten Jahrhunderts das, was Musils ‚Mann ohne Eigenschaften‘ für das vergangene Jahrhundert war.“
Der Autor Jeffrey Eugenides nennt den Roman eines der wichtigsten amerikanischen Bücher: „Infinite Jest ließ so viele Bücher auf einen Streich antiquiert aussehen. Es war eine Art, intelligent und in der Stimme … unserer Generation zu sprechen, wie es sie noch nicht gegeben hatte…Wallaces Stimme ist die lustigste und traurigste, die man wahrscheinlich je hören wird.“
Der Literaturkritiker Denis Scheck schreibt von einer „Untersuchung der modernen westlichen Welt“, einer Kreuzung aus Familienroman und Science-Fiction-Satire und zieht auch eine Verbindung zur Biografie von Wallace: „Die Lesart, dass es Wallace dabei nicht nur um eine zivilisationskritische Diagnose ging, sondern auch um die Darstellung seiner eigenen Depression, drängt sich nach seinem Freitod 2008 auf. Seit Melvilles ‚Moby Dick‘ ringt jede neue Schriftstellergeneration um die zeitgemäße Version der ‚Great American Novel‘ … Wallace hat für seine Generation diesen großen amerikanischen Roman geschrieben.“
Der Autor und Kritiker Tom Bissell schreibt dem Roman auch 20 Jahre nach seinem Erscheinen bleibende Relevanz zu: es sei der erste große Internet-Roman gewesen, über die schleichende Ausbreitung populärer Unterhaltung, bis zum heutigen Teilen von Videos und dem „binge-watching“ von Fernsehserien. Außerdem sei der Roman bahnbrechend im Umgang mit Sprache, mit seinen Neuschöpfungen, entlegensten Fachausdrücken und bildhaften Beschreibungen. Dazu biete er eine Fülle von bis in die Tiefe gezeichneten Figuren. Es sei der Roman seiner Generation.
Time reihte Infinite Jest unter die besten 100 englischsprachigen Romane seit 1923, der ersten Ausgabe des Magazins. Es sei ein „verdammt lustiges Buch“, dessen Handlung nebensächlich sei im Vergleich zu seinen unendlich reichen Gedanken und Betrachtungen über Sucht, Unterhaltung, Kunst, das Leben und Tennis.
Demgegenüber stehen kritische Bewertungen des Romans. Diese betreffen oft den Umfang des Buches: der Autor und Literaturkritiker Adam Kirsch etwa schreibt, ein disziplinierterer, taktvollerer Autor hätte kein Buch von tausend Seiten veröffentlicht, andererseits wäre eine schlanke vierhundert-Seiten-Version wohl nicht zur kulturellen Sensation und zum Wahrzeichen einer Generation geworden.
Die Literaturkritikerin Michiko Kakutani nannte 1996 den Roman eine „enzyklopädische Zusammenstellung von allem Möglichen, was Wallace durch den Kopf gegangen“ sei, das Buch sei wohl nach dem Prinzip „je größer, desto besser“ verfasst und herausgegeben worden.
Der Autor und Literaturkritiker Dale Peck kritisiert 1996 die Handlungsstränge von Unendlicher Spaß als zu einfach und nennt das Buch unbefriedigend. Er bereue die fünf Wochen seines Lebens, die er diesem Roman gewidmet habe, das Buch sei „schrecklich … aufgeblasen, langweilig, beliebig und … unkontrolliert“,: „…it is, in a word, terrible. Other words I might use include bloated, boring, gratuitous, and – perhaps especially – uncontrolled. I would, in fact, go so far as to say that Infinite Jest is one of the very few novels for which the phrase ‘not worth the paper it’s written on’ has real meaning…“.
Der Literaturwissenschafter und Kritiker Harold Bloom wird zitiert mit der Aussage, Infinite Jest sei „einfach schrecklich“, der Autor habe keinerlei erkennbares Talent, könne weder denken noch schreiben. Außerdem nehme er es übel, dass der Titel des Romans ein Shakespeare-Zitat ist.
Edward Jackson u. a. kritisieren, dass der Roman die Sichtweise weißer Männer bevorzuge, zu Lasten von Schwarzen und von Frauen. Sie sehen darin Formen rassistischer und sexistischer Ausgrenzung.
Die Literaturwissenschaftlerin Clare Hayes-Brady sieht bei Wallace allgemein eine „Abneigung oder Unfähigkeit, starke weibliche Figuren zu schreiben“ und wirft dem Autor Misogynie vor.

### Auszeichnungen
- Time zählt den Roman zu den 100 besten englischsprachigen Romanen.[129]
- Zeit-Bibliothek der Weltliteratur „100 Bücher, 100 Gefährten“[130]

## Adaptionen und motivische Verwendung
- Im Jahr 2011 veröffentlichte die US-amerikanische Band The Decemberists ein Video zu ihrem Calamity Song. Darin wird eine Partie Eschaton gespielt, das im Roman ausführlich beschriebene, computer-unterstützte Atomkrieg-Tennis, das im Chaos endet.
- Im Juni 2012 zeigte das Hebbel am Ufer in Berlin eine 24-Stunden-Tour durch den „utopischen Westen Berlins“ und legte das im Roman entworfene Boston der Zukunft „wie eine Folie über Berlin“.[131] Der Übersetzer Ulrich Blumenbach war Teil der Inszenierung und stand dem Publikum per Videokonferenz für Fragen zum Buch zur Verfügung.[132]
- 2012 adaptierte das Münchner Volkstheater den Roman für die Bühne.[133]
- 2013 arbeiteten Malte Kettler, Anna Daßler und Jonas Sander für das Stör & Fried Theater den Roman zu einem Theaterstück um. Die Erstaufführung fand am 15. Juni 2013 im Haus der Wissenschaft in Braunschweig statt.[134]
- In der US-Fernsehserie Parks and Recreation gab es eine Folge (Partridge, Erstausstrahlung am 4. April 2013), in der zahlreiche Namen von Figuren aus Infinite Jest Verwendung fanden, etwa eine Anwaltskanzlei namens „Gately, Wayne, Kittenplan and Troeltsch“.[135]

- 2014 fand in der Schirn Kunsthalle in Frankfurt am Main die von dem Buch inspirierte Ausstellung Unendlicher Spaß statt. 20 Künstler, u. a. Maurizio Cattelan und Daniel Richter zeigten durch den Roman inspirierte Werke.[136]
- Der 2015 veröffentlichte Spielfilm The End of the Tour des Regisseurs James Ponsoldt zeichnet die Interviews des Journalisten David Lipsky (gespielt von Jesse Eisenberg) mit David Foster Wallace (gespielt von Jason Segel) während der Promotiontour für Unendlicher Spaß nach.
- 2016 nahmen beim deutschen Webprojekt Unendliches Spiel, produziert von WDR, BR, Deutschlandfunk u. a., 1400 Personen je eine Seite des kompletten Romantextes auf. Die Sprachaufnahmen wurden zusammen mit einer eigens komponierten Musik zu einem rund 80 Stunden dauernden Hörspiel montiert.[137][138]
- 2022 veröffentlichte der US-amerikanische Gitarrist Jeff Parker das Album Mondays at the Enfield Tennis Academy, dessen Titel sich auf einen Schauplatz des Romans bezieht.

### Ausgaben
- David Foster Wallace: Infinite Jest : a novel. 1st ed. Little, Brown and Company, Boston 1996, ISBN 0-316-92004-5.
- David Foster Wallace: Infinite Jest. Back Bay Books, New York 2016, ISBN 978-0-316-06652-5 (Mit einem Vorwort von Tom Bissell).
- David Foster Wallace: Unendlicher Spaß. 3. Auflage. Kiepenheuer & Witsch, Köln 2009, ISBN 978-3-462-04112-5 (amerikanisches Englisch: Infinite Jest. Übersetzt von Ulrich Blumenbach).
- David Foster Wallace: Unendlicher Spaß. 7. Auflage. Rowohlt Taschenbuch Verlag, Reinbek bei Hamburg 2011, ISBN 978-3-499-24957-0 (amerikanisches Englisch: Infinite Jest. Übersetzt von Ulrich Blumenbach).
- David Foster Wallace: Unendlicher Spaß. Aus dem Englischen von Ulrich Blumenbach. Kiepenheuer & Witsch eBook, Köln 2011, ISBN 978-3-462-30537-1 (E-Book auf Tolino-Reader).

### Hörbuch
- Unendlicher Spaß. Ein Hörbuch als Ereignis. Live-Mitschnitt mit Harald Schmidt, Maria Schrader, Manfred Zapatka und Joachim Król, 2 CDs, Der Hörverlag, München 2010.

### Sekundärliteratur
- Marshall Boswell: Understanding David Foster Wallace. University of South Carolina Press, Columbia 2009, ISBN 978-1-57003-887-7.
- Stephen J. Burn: David Foster Wallace's Infinite Jest: A Reader’s Guide. 2. Auflage. Bloomsbury Academic, London/New York 2012, ISBN 978-1-4411-5707-2.
- Greg Carlisle: Elegant Complexity: A Study of David Foster Wallace’s Infinite Jest. Sideshow Media Group, Los Angeles/Austin 2007, ISBN 978-0-9847790-4-8 (E-Book auf Kindle-Reader).
- Ralph Clare: The Cambridge Companion to David Foster Wallace. Cambridge University Press, Cambridge/New York 2018, ISBN 978-1-108-45177-2.
- Clare Hayes-Brady: The Unspeakable Failures of David Foster Wallace: Language, Identity, and Resistance. Bloomsbury Academic, New York/London 2017, ISBN 978-1-5013-3584-6.
- David Foster Wallace: The Last Interview and Other Conversations. Melville House Publishing, Brooklyn NY/London 2018, ISBN 978-1-61219-741-8.
- D. T. Max: Every Love Story Is a Ghost Story: a Life of David Foster Wallace. Penguin Books, New York 2013, ISBN 978-0-14-750972-7.

### Lektürehilfe
- Luke Hilton: Book Analysis: Infinite Jest by David Foster Wallace. Bright Summaries, o. O. 2019.